# دريبتوصور

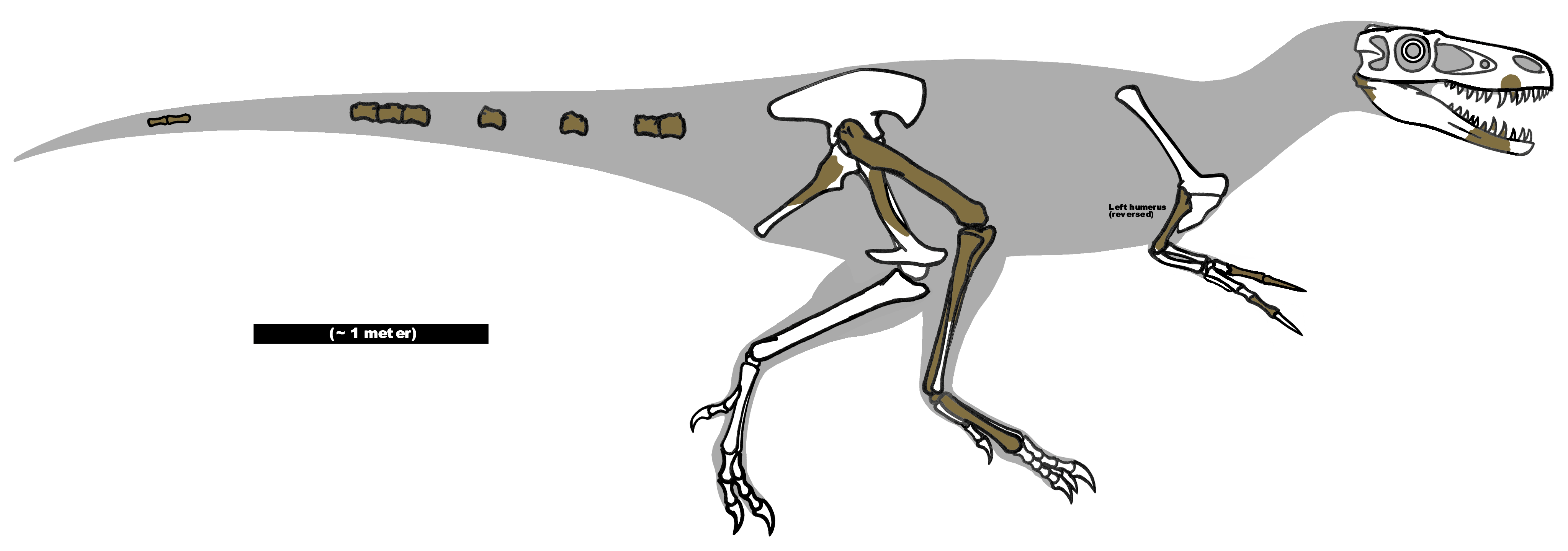
دريبتوسورس

دريبتوسورس (بالإنجليزية: Dryptosaurus)‏ هو ديناصور لاحم عاش في اواخر العصر الطباشيري في شمال أمريكا وقد أعتبر من الديناصورات التي عاشت في أواخر عصر الديناصورات.